# Prophets of Rage (Album)
Prophets of Rage ist das erste Studioalbum der US-amerikanischen Crossover-Band Prophets of Rage. Es wurde am 15. September 2017 über Fantasy Records veröffentlicht.

## Entstehung
Bereits im November 2016 kündigte der Bassist Tim Commerford eine weitere Veröffentlichung der Band an. Dabei sollte es sich um eine weitere EP handeln mit fünf oder sechs selbst komponierten Titeln. Die Band wollte alle sechs Monate eine EP veröffentlichen. Nach einer Tournee trafen sich die Musiker in einem Proberaum um neue Lieder zu schreiben. Am ersten Tag sagten die Musiker zu sich, dass sie den Proberaum nicht eher verlassen, bevor sie zwei Lieder geschrieben hätten. An den folgenden Tagen wurde ebenso verfahren, so dass die Band nach fünf Tagen das Grundgerüst für zehn Lieder geschrieben haben. Den Großteil der Texte haben die Rapper B-Real und Chuck D geschrieben, den Rest trugen Tom Morello und Tim Commerford bei.
Aufgenommen wurde Prophets of Rage in den A&M Studios in Los Angeles. Produziert wurde das Album von Brendan O’Brien. Das Albumcover wurde von Shepard Fairey entworfen. Die Band veröffentlichte mehrere Musikvideos. Bei dem Clip für das Lied Unfuck the World führte Michael Moore Regie. Weitere Videos wurden für die Lieder Living on the 110, Radical Eyes und Hail to the Chief gedreht. Im letzteren Video ist der US-amerikanische Vizepräsident Mike Pence zu sehen, der als Puppenspieler des Präsidenten Donald Trump dargestellt wird. Im weiteren Verlauf wird das Weiße Haus zum Trump Tower. YouTube versah das Video einen Tag nach der Veröffentlichung mit einer Altersbeschränkung. Die Band protestierte gegen diese Entscheidung und bezeichnete Zensur in jeder Form als einen ungeheuerlichen Verstoß gegen die Meinungsfreiheit.

## Hintergrund
Unfuck the World ist ein Aufruf an alle Menschen, die sich eine gerechtere Welt wünschen. Sie sollten laut Tom Morello nicht schweigen und gemeinsam eine vernünftigere Ordnung für die Welt einfordern. Die Politiker würden im Namen kurzfristigen monetären Gewinns die Zukunft opfern. Das Lied Legalize Me war ursprünglich eine Lied über die Legalisierung von Marihuana. Beim Texten entwickelte sich daraus ein Lied über die Flüchtlingskrise. Es geht um die Frage, was und wer ein illegaler Mensch ist.
Living on the 110 befasst sich mit der Situation Obdachloser, die in Los Angeles unterhalb der Interstate 110 wohnen. Der Anteil Obdachloser an der US-amerikanischen Bevölkerung habe sich laut Tom Morello während der Amtszeit von Barack Obama exponentiell vergrößert. Generell sei Obdachlosigkeit ein weltweites Problem.

„Wenn Jesus heute am Leben wäre, wäre er dort: unter der Autobahn 110. Er würde sich seiner Herde annehmen. Diese Menschen sind der Abfall der Gesellschaft geworden. Wir wollten ein Lied, das für sie eintritt und ihnen beisteht.“

Das von Chuck D geschriebene Hail to the Chief befasst sich mit den Machenschaften des US-amerikanischen Vizepräsidenten Mike Pence, die er im Hintergrund macht. Take Me Higher beschreibt den Einsatz von Drohnen in Städten. Während die Polizei sie zur Überwachung einsetzt würden andere Unternehmen Drohnen zur Auslieferung von Toilettenpapier verwenden.

## Rezeption
Laut Frank Thießies vom deutschen Magazin Metal Hammer ist der Band „ein Debüt gelungen, das mit erfrischendem und überzeugendem Crossover sowie all den richtigen Grundwerten mehr ist als die Summe seiner Teile und sich vom stilistischen und thematischem Einheitsbrei sowohl in der Gitarrenmusik als auch im Hip-Hop wohltuend absetzt“. Thießies vergab sechs von sieben Punkten. Holger Stratmann vom deutschen Magazin Rock Hard lobte, dass die Band „ihre Botschaften ziemlich clever formuliert“ haben und bezeichnete Prophets of Rage als „ein wichtiges, längst überfälliges Album“, für das er neun von zehn Punkten vergab. Kritischer zeigte sich Evan Rytlewski vom US-amerikanischen Onlinemagazin Pitchfork Media. Alles an diesem Paket „fühlt sich an, als wäre das Haltbarkeitsdatum überschritten“ und als wäre die Band „Relikte einer früheren Revolution, die in die Gegenwart kopiert wurde“. Die Musiker hätten sich „keinen Gefallen damit getan, so nah beim Sound ihrer Jugend zu bleiben“.
Prophets of Rage erreichte Platz drei der Schweizer und Platz sechs der britischen Albumcharts. In Österreich erreichte das Album Platz zwölf, in Deutschland Platz 14 und in den Vereinigten Staaten Platz 16. Bei den Metal Hammer Awards 2018 wurde Prophets of Rage in der Kategorie Bestes Debütalbum nominiert. Der Preis ging jedoch an die Band Phil Campbell and the Bastard Sons.